# Fazenda Solar das Andorinhas
A Fazenda Duas Pontes é uma fazenda cafeeira cuja fundação foi entre o final do século XVIII e início do século XIX. Localiza-se no Município de Campinas, foi transformada em hotel fazenda em 1971 e atualmente é um local de eventos. É tombado como patrimônio histórico pelo CONDEPACC (Conselho de Defesa do Patrimônio Cultural de Campinas) em 1994.

## História
A Fazenda Duas Pontes, foi fundada em 1800, mas sua origem remonta as sesmarias concedidas pelo Governo português para incentivar o desenvolvimento do Brasil. Entre 1796 e 1798, elas foram concedidas ao capitão-mor Inácio Ferreira de Sá e ao capitão-mor da Vila de São Carlos, Floriano Camargo Penteado. O primeiro, Inácio Ferreira de Sá, teve um filho chamado Joaquim Ferreira Penteado, que depois viria a ser o “Barão de Itatiba”. O segundo, Floriano Camargo Penteado, teve uma filha chamada Francisca de Paula Camargo.
Em 1830, esta família se uniu através do matrimônio do Barão de Itatiba com Francisca, unificando as sesmarias e fundando a Fazenda Duas Pontes, com seus trinta e três alqueires de terra. Quando o casal faleceu, seu filho Inácio de Ferreira Camargo Andrade, casado com Dona Brandina Emilia Leite Penteado, herdou a fazenda. Porém ele faleceu jovem, aos 42 anos, sem deixar herdeiros.
Dona Brandina então, ainda jovem, contraiu um novo matrimônio com o Desembargador Artur Furtado Albuquerque Cavalcanti, que se tornando o novo proprietário da Fazenda, realizou várias reformas para melhorá-la e algumas até obras suntuosas, como a Roda D’Água, a Serraria e o Moinho de Fubá. Suas iniciais estão pela fazenda, até os tijolos que saíam de sua olaria continham a inscrição "AF". Também foi durante sua gestão que uma estação de trem foi construída na propriedade.
Porém, por causa de suas dívidas, acabou assassinado e as terras da fazenda foram à leilão. Em 1919, Coronel Cristiano Osório de Oliveira arrematou as terras e fez dela  uma das principais propriedades agrícolas de Campinas, produzindo cerca de cem mil sacas de café por ano, que eram transportadas da estação de trem Tanquinho e estação de Carlos Gomes, pertencentes à Companhia Mogiana de Estradas de Ferro.
A fazenda foi escravocrata até a abolição da escravidão em 1888, chegou a ter entre setenta e oitenta escravos quando ainda se denominava Fazenda Duas Pontes, e então passou a receber colonos vindos de outros países para a colheita e processamento do café. Apesar de ter recebido uma placa com os dizeres de que era um local abençoado e o sinhô era bom, as fazendas da região de Campinas eram conhecidas por seu tratamento violento aos escravos.
Após o falecimento do Coronel Cristiano, a propriedade foi dividida entre seus herdeiros, que as venderam.
Em 1971 foi adquirida pela família Ceccarelli que a transformou em hotel fazenda, com uma área de aproximadamente 250.000 metros quadrados. Recebendo a visita de escolas para conhecer a história do local, os proprietários criaram um museu que abrigava objetos da época, como baús, vestidos, e  documentos. Constituía uma  autêntica  fazenda  colonial  do  século  XVIII,  preservando  diversas estruturas da época, entre  elas a roda d´água, o moinho de fubá, o antigo lavatório dos escravos e a casa grande.
O hotel fazenda foi fechado em 2017 e agora é um local / espaço para eventos, mantendo as visitas históricas e a estrutura de piscinas, parque aquático do hotel anterior para uso atual dos visitantes.

## Arquitetura / Estrutura
Ao adquirir a propriedade, a família Ceccarelli recuperou a estrutura e arquitetura das construções históricas erguidas na propriedade, como as ruínas da senzala, a casa grande e suas grossas paredes com oitenta centímetros de largura, as casinhas dos colonos e a capela, entre outros, além da roda d’água e a casa de máquinas, onde instalaram um museu.
O jardim de entrada é imponente, com suas palmeiras imperiais e magnífico portão. Ainda conseguiram manter parte do calçamento das antigas estrebarias, as ruínas da serraria e do moinho de fubá.

## Objetos Históricos
A Fazenda Duas Pontes ainda mantém o antigo lavatório dos escravos, retratando a vida difícil e precária do período de escravidão, onde os escravos podiam se banhar neste lavatório no único dia de folga semanal que tinham. Entre os outros objetos também estão o moinho de fubá, a roda d'água, construída por um de seus proprietários, Artur Furtado, e a cozinha onde era preparada a comida do barão.
Outras peças interessantes que podem ser observadas são os tijolos do antigo terreiro de café e alguns vitrais com a inscrição AF (iniciais de Arthur Furtado).
Também ainda possuem alguns exemplares das carteiras escolares usadas pelos filhos dos colonos na escola que funcionava na fazenda.
Entre os documentos estão os livros de contabilidade da época dos colonos italianos, com seus registros feitos à caneta de bico de pena e intactas.